# B-Day
『B-day』（ビー・デイ）は、奥井雅美のプロモーション・ビデオを収録した映像作品である。
2000年8月23日にスターチャイルドよりVHSが、2001年12月5日にDVDが発売・販売された。

## 概要
- 内容は1999年11月26日リリースのシングル「それは突然やってくる」から2000年7月21日リリースの「TURNING POINT」のプロモーションビデオを撮影風景を交えた形で収録している。
- DVD版はジュエルケースでのリリースとなっている。

## 収録内容
1. それは突然やってくる
2. only one, No.1
3. OVER THE END
4. TURNING POINT
5. -Special reflection-　〜Making〜 OVER THE END INSTRUMENTAL